# جسر بريم
جسر بريم (بالفارسية: پل پریم) هو جسر تاريخي يعود إلى عصر ساسانيون، ويقع في مقاطعة غشساران.